# Belvaux
Belvaux (luxemburgiska: Bieles, tyska: Beles)är en ort i kommunen Sanem i kantonen Esch-sur-Alzett i Luxemburg. Belvaux ligger 341 meter över havet och antalet invånare är 5 313.